# Ussy
Ussy – miejscowość i gmina we Francji, w regionie Normandia, w departamencie Calvados.
Według danych na rok 1990 gminę zamieszkiwało 717 osób, a gęstość zaludnienia wynosiła 83 osoby/km² (wśród 1815 gmin Dolnej Normandii Ussy plasuje się na 316. miejscu pod względem liczby ludności, natomiast pod względem powierzchni na miejscu 599.).